# Matías Barboza
Matías Barboza Van Hoec (Málaga, 13 de febrero de 2002) más conocido como Matías Barboza, es un futbolista español que juega de defensa central en el Córdoba C. F. de la Segunda División de España .

## Trayectoria
Nacido en Málaga, se formó en las categorías inferiores de la Academia malaguista y al término de la temporada 2020-212 debutaría con el Atlético Malagueño en la Tercera División de España.
El 16 de junio de 2021, Barboza renovó su contrato con el Málaga CF hasta 2023.
El 15 de julio de 2022, fichó por el Córdoba CF y fue asignado al Córdoba Club de Fútbol "B" de la Tercera Federación.
El 21 de enero de 2024, Barboza debutó con el primer equipo del Córdoba CF en el empate 1-1 a domicilio en Primera Federación contra el Recreativo de Huelva. El 19 de febrero de 2024, renovó su contrato hasta 2025 y terminó la campaña con 18 partidos disputados con el que logró el ascenso a Segunda División de España.
El 16 de agosto de 2024, debuta en la Segunda División de España en un encuentro que acabaría con derrota por 1-0 ante el CD Mirandés.

## Clubes
| Club                       | País   | Año       |
| -------------------------- | ------ | --------- |
| Atlético Malagueño         | España | 2021-2022 |
| Córdoba Club de Fútbol "B" | España | 2022-2024 |
| Córdoba C. F.              | España | 2023-Act. |